# Adam Campbell
Adam Campbell (ur. 1 stycznia 1995 w North Shields) – angielski piłkarz występujący na pozycji napastnika w Crawley Town.